# Renault Trucks K
Renault Trucks K — сімейство вантажних автомобілів для важкого будівництва, що виробляються компанією Renault Trucks з 2013 року і прийшли на заміну припинення випуску Renault Kerax.

## Опис

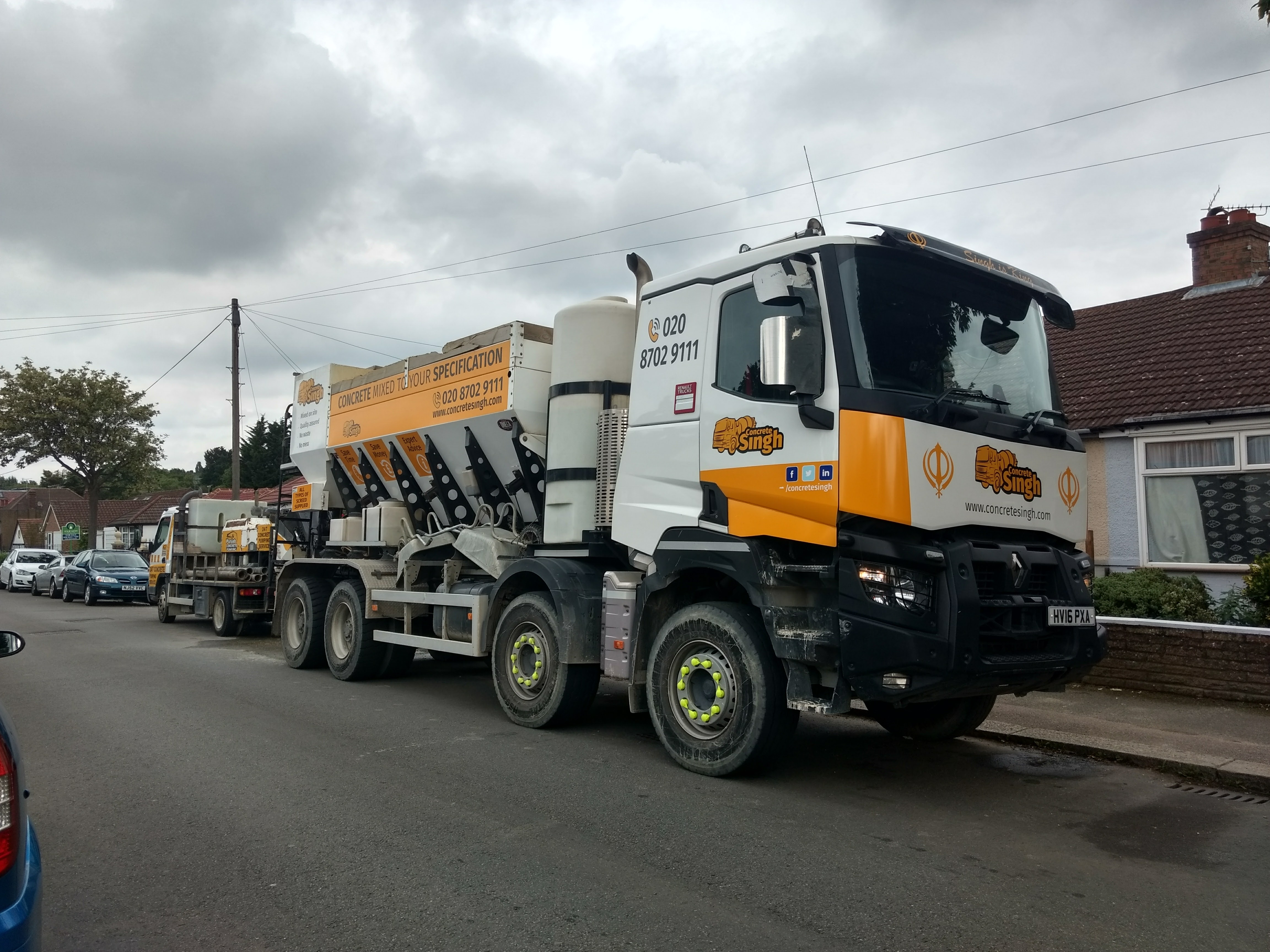
Renault K-Truck Night & Day Cab

Для Renault K пропонується 2 варіанти кабін: Day Cab - денна, коротка і Night & Day Cab - подовжена версія денної зі спальною полицею і стандартним дахом.

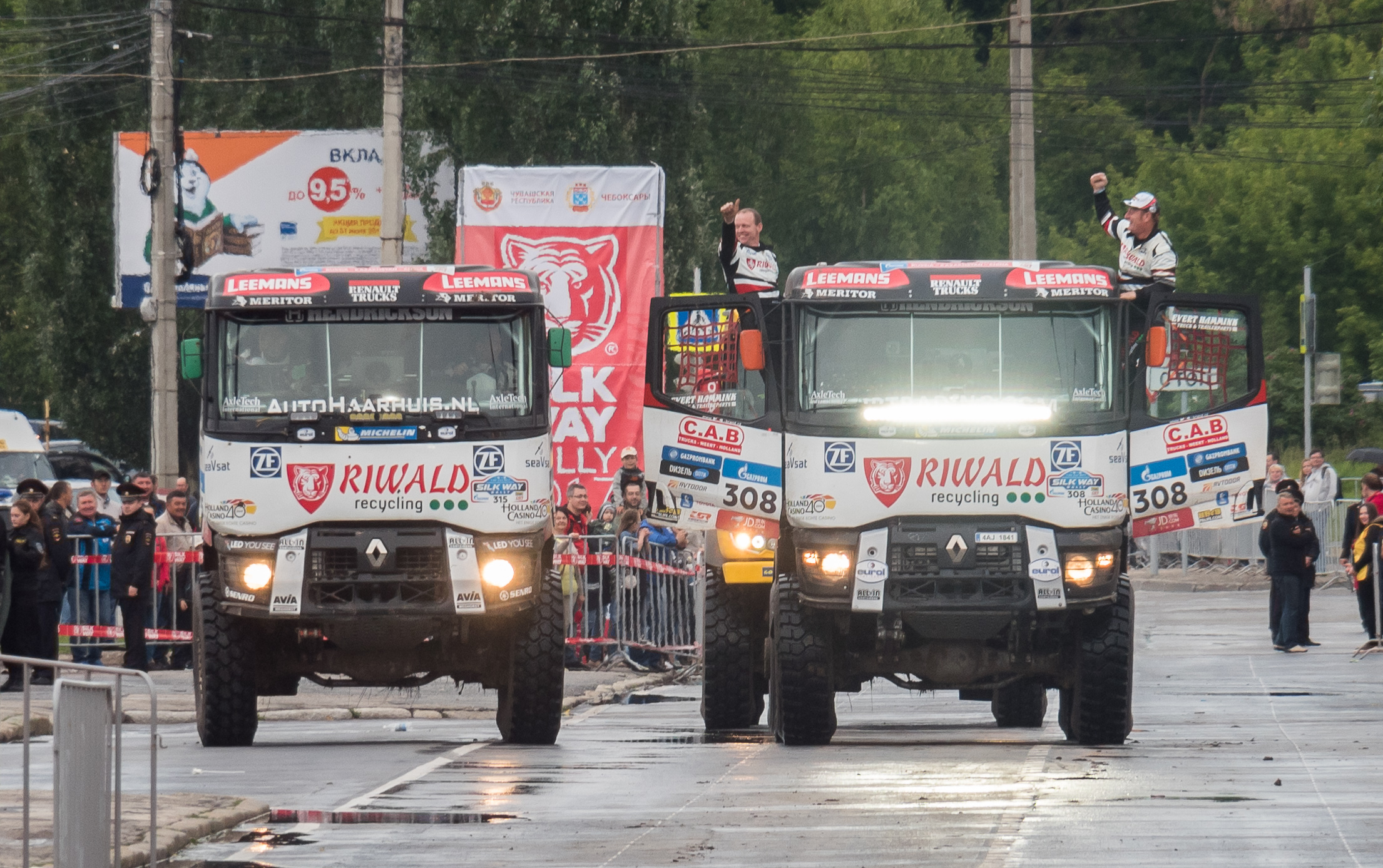
Renault K-Truck на ралі «Шовковий шлях 2017»

Нова кабіна стала більш просторою, комфортабельною і ергономічною. Кабіна отримала бічну сходинку, акуратно вписану в дизайн, яка дозволить водієві перевіряти вантаж. Особливо важливим елементом конструкції нових вантажівок є міцні сталеві бампера. Вантажівки відрізняються відмінними технічними характеристиками, величезним дорожнім просвітом, можуть працювати в якості автопоїзда повною масою до 120 т і мають кращий на ринку кут в'їзду (32 градуси).
Renault Trucks моделі K має повну масу до 50 т і може працювати в якості автопоїзда повною масою до 120 т. Модель K оснащується сталевим переднім бампером, що складається з 3-х частин, в який інтегрований тяговий крюк, розрахований на 25 тонн. До того ж, ця модель має захисні решітки на фарах, а сама оптика зроблена з полікарбонату. Інші елементи шасі, схильні до пошкоджень, захищені сталевими елементами.
Renault Trucks використовував свої двигуни Euro 5, щоб розробити новітні двигуни DTI 11 і DTI 13, що відповідають нормам Euro 6. Оригінальні блоки циліндрів, відомі свій ефективністю і надійністю, піддали ряду важливих змін. В результаті було модифіковано близько 50% елементів і деталей. Конструктори також модифікували систему SCR і зробили її більш ефективною. Використання нових матеріалів в її конструкції поліпшило каталітичну нейтралізацію і ефективно скоротило викиди NOx. Систему доповнили протівосажевим фільтром. Двигуни DTI 13 доступні в 3 варіантах потужністю 440, 480 і 520 к.с. DTI 11 пропонують також 3х типів потужністю 380, 430 і 460 к.с.
В 2021 році дебютувала оновлена модель K-Truck з новим оформленням передньої частини.

## Двигуни
| Двигун | Циліндри | Об'єм  | Потужність                     | Крутний момент      | Норми викидів |
| ------ | -------- | ------ | ------------------------------ | ------------------- | ------------- |
| DTI 11 | Р6       | 10,8 л | 279 кВт (380 к.с.) при ? об/хв | 1850 Нм при ? об/хв | Євро-6        |
| DTI 11 | Р6       | 10,8 л | 316 кВт (430 к.с.) при ? об/хв | 2040 Нм при ? об/хв | Євро-6        |
| DTI 11 | Р6       | 10,8 л | 338 кВт (460 к.с.) при ? об/хв | 2250 Нм при ? об/хв | Євро-6        |
| DTI 13 | Р6       | 12,8 л | 324 кВт (440 к.с.) при ? об/хв | 2250 Нм при ? об/хв | Євро-6        |
| DTI 13 | Р6       | 12,8 л | 353 кВт (480 к.с.) при ? об/хв | 2400 Нм при ? об/хв | Євро-6        |
| DTI 13 | Р6       | 12,8 л | 382 кВт (520 к.с.) при ? об/хв | 2550 Нм при ? об/хв | Євро-6        |